# Hakapelité

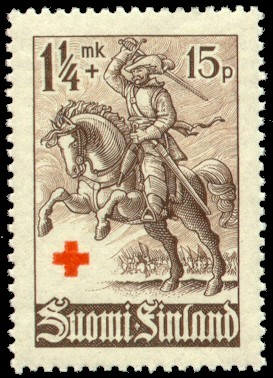

Hakapelité (finsky hakkapeliitat) bylo označení pro finskou jízdu vojska švédského krále Gustava II. Adolfa během třicetileté války. Tyto jednotky se uplatnily např. v bitvách u Breitenfeldu (1631) a u Lützenu (1632).
Termín pochází z finského bojového pokřiku „hakkaa päälle“ (do útoku). Útok hakapelitů často rozhodl o výsledku bitvy.
K výzbroji hakapelity patřily dvě pistole, meč, helma a kožené brnění, popřípadě hrudní plát.
Hakapelité byli poprvé nasazeni v polsko-švédských válkách ve druhé polovině 16. století. V 17. století dobyla jízda vedená polním maršálem Jacobem de la Gardie Moskvu a Novgorod. Za třicetileté války velel jednotkám hakapelitů polní maršál Gustaf Horn. Dvě stě hakapelitů se nacházelo také v armádě švédského krále Karla X. Gustava během jeho zimního tažení proti Dánsku (1658).
O pověsti hakapelitů svědčí i modlitba, doložená v německých katolických kostelech za třicetileté války: „A horribile Haccapaelitorum agmine libera nos, Domine.“ - „Od strašlivých vojsk hakapelitů vysvoboď nás, Pane.“